# Psammastacus spinicaudatus
Psammastacus spinicaudatus är en kräftdjursart som beskrevs av Rao och Ganapati 1969. Psammastacus spinicaudatus ingår i släktet Psammastacus och familjen Cylindropsyllidae. Inga underarter finns listade i Catalogue of Life.